# Gobernador Dupuy megye
Gobernador Dupuy egy megye Argentína középső részén, San Luis tartományban. Székhelye Buena Esperanza.

## Népesség
A megye népessége a közelmúltban a következőképpen változott:
| Év   | Lakosság |
| ---- | -------- |
| 2001 | 10 942   |
| 2010 | 11 779   |